# Миту, Думитру
Думитру Миту (хорв. Dumitru Mitu; род. 13 февраля 1975) — румынский футболист, нападающий.

## Ранние годы
Родился в Бухаресте, но провёл детство в соседнем селе Добройешти. Его отец работал в сельском баре, а мать была продавщицей киоска. В возрасте шести с половиной лет начал заниматься футболом в детско-юношеской школе бухарестского клуба Фаур.

## Карьера
В 1992 году Миту начал свою футбольную карьеру в своей родной команде «Фаур», в следующем году перешёл в команду «Стяуа». Затем играл в таких менее именитых командах как «Фарул» Констанца, УТА Арад, пока в сезоне 1996/97 не перешёл в «Осиек». Вскоре стал звездой этого клуба. После 159 игр и 26 голов за «Осиек» и семи лет, проведённых в клубе, перешёл в загребское «Динамо», с которым выиграл четыре национальных чемпионата. Затем его купил греческий «Панатинаикос», где Миту сыграл 6 матчей, главным образом в Лиге чемпионов.
Вскоре после выступления за «Панатинаикос» вернулся в Хорватию в клуб «Риека». Отыграв там один сезон, вернулся в «Динамо» Загреб, где стал чемпионом Первой лиги. Затем вернулся в Румынию в клуб ЧФР. Там сыграл 12 матчей и забил один гол, в следующем сезоне руководство ЧФР решило отменить контракт с Миту.
Начиная с сезона 2006/07 годов играл в китайской Суперлиге за китайский «Циндао Чжуннэн». С тех пор был свободным агентом.
Миту имеет двойное гражданство Румынии и Хорватии. Он получил хорватское гражданство в 2003 году.